# تپه تتنک ۲
تپه تتنک ۲ مربوط به دوران‌های تاریخی پس از اسلام است و در شهرستان بویین زهرا، روستای، تتنک واقع شده و این اثر در تاریخ ۱۰ مهر ۱۳۸۰ با شمارهٔ ثبت ۳۹۴۰ به‌عنوان یکی از آثار ملی ایران به ثبت رسیده است.